# Sergiusz (Kostin)
Sergiusz, imię świeckie Wiktor Kostin (ur. 13 kwietnia?/25 kwietnia 1885 w Wiatce, zm. 15 czerwca 1959 w Kostromie) – rosyjski biskup prawosławny.

## Życiorys
Urodził się w rodzinie robotniczej. Uzyskał średnie wykształcenie, po czym pracował jako sekretarz biskupa głazowskiego Warsonofiusza oraz cerkiewny psalmista. W lutym 1920 został wyświęcony na diakona, zaś 25 lipca tego samego roku – na kapłana. Przez kolejne 29 lat służył w różnych parafiach eparchii wiackiej.
W latach 1949–1951 służył w rosyjskiej misji prawosławnej w Jerozolimie. W marcu 1952 został skierowany do eparchii berlińskiej i niemieckiej, gdzie służył w prywatnej cerkwi w pałacu biskupim. Jeszcze w tym samym roku wyznaczono go na proboszcza parafii Świętych Konstantyna i Heleny w Berlinie. Przed 1955 wstąpił do Ławry Troicko-Siergijewskiej, gdzie złożył wieczyste śluby mnisze, a następnie został podniesiony do godności archimandryty. 
14 sierpnia 1955 został wyświęcony na biskupa noworosyjskiego. Jego chirotonia biskupia odbyła się w soborze św. Katarzyny w Krasnodarze pod przewodnictwem patriarchy moskiewskiego i całej Rusi Aleksego. W roku następnym został przeniesiony na katedrę kostromską. Zmarł po trzech latach sprawowania urzędu.